# Zuurveldstruikgewas
Het Zuurveldstruikgewas (Engels: Albany thickets) is een WWF-ecoregio in Zuid-Afrika.

## De ecoregio
Dit typerende struikgewas komt voor langs de Groot Visrivier, de Zondagsrivier en de Gamtoosrivier in de provincies West- en Oost-Kaap van Zuid-Afrika. Stukken zuurveld wisselen vaak af met zowel laag als hoog fynbos en met succulenten-Karoo. Het struikgewas wordt 2 - 2.5 meter hoog. In plaatsen als het Addo Olifantenpark zijn het de olifanten die de hoogte van het gewas beperken. Het is het oostelijke deel van het florarijk Capensis en ligt in een gebied waar de regenval geleidelijk overgaat van winter- naar zomerregens. Naar de kust toe is het klimaat wat milder. De regenval bedraagt er gewoonlijk 450 to 550 mm per jaar met temperaturen van 10-35 °C. Verder landinwaarts, in streken die in de regenschaduw liggen, neemt de regenval af tot 230-300 mm en beleeft de temperatuur meer uitersten. Nog verder landinwaarts ligt de Nama-Karoo. Het overgangsgebied daarvan wordt wel bosstruikveld genoemd De Oost-Kaap is een soort mozaïek waarin deze ecoregio afwisselt met een aantal andere ecoregio's afhankelijk van de plaatselijke fysische omstandigheden. De streek heeft daardoor wel een rijke flora en fauna, maar kent naar verhouding weinig endemische soorten. Het zuurveldstruikgewas zelf is daar een uitzondering op en kent wel endemische soorten. Iets meer dan de helft van het gebied is omgeploegd voor ander gebruik, zoals veeteelt of landbouw, maar er zijn nog streken met vrij weinig bevolking waar het ondoordringbare struikgewas welig tiert. Beschermde delen zijn het Addo Olifantenpark, het Groendal-wildernisgebied, het Silaka wildpark en het Kabeljousrivier natuurreservaat.

## Flora

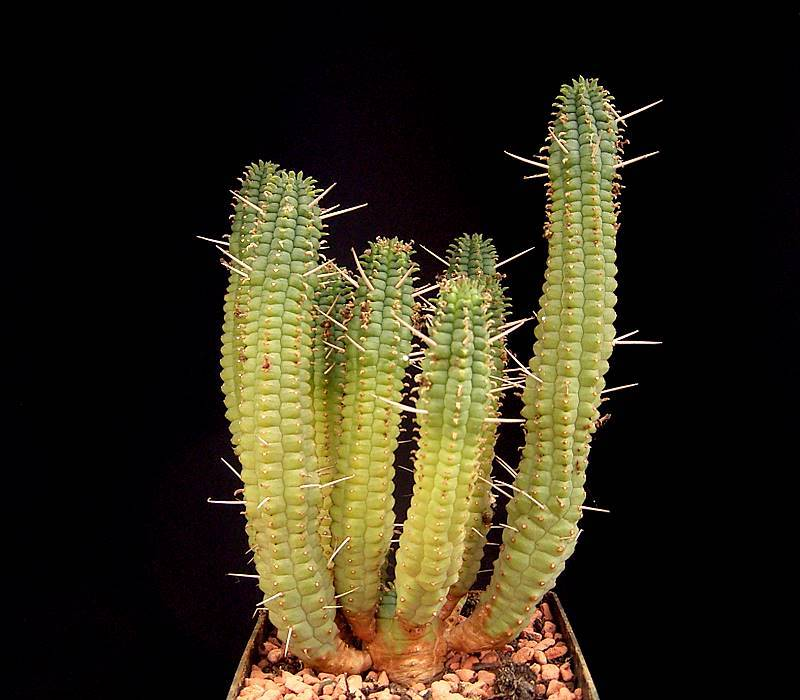
Euphorbia fimbriata

De plant die bij uitstek het struikgewas bepaalt is de spekboom (Portulacaria afra) maar er is ook een aantal Euphorbia-soorten zoals E. bothae, E. ledienii en E. coerulescens. Landinwaarts wordt de vegetatie dunner en heet zij ook wel valleibosveld of Noorsveld en telt soorten als Grewia robusta, Brachylaena ilicifolia, Maytenus capitata en Lycium campanulatum.
Endemische soorten zijn bijvoorbeeld de succulenten Delosperma echinata, Delosperma ecklonis, Lampranthus productus, Euphorbia fimbriata, Euphorbia gorgonis, Gasteria armstrongii, Aloe africana, Senecio pyramidatus en Haworthia fasciata.

## Fauna
Vogels in dit gebied zijn onder andere de zwarte havik, de maskerwielewaal en twee soorten die bijna endemisch zijn in het Kaapse gebied, de oranjeborsthoningzuiger en de Kaapse kanarie. Er is één zoogdier dat bijna endemisch is, de Chlorotalpa duthieae. In de valleien in het binnenland leven in het Addo Elephant National Park de savanneolifant (Loxodonta africana), de zwarte neushoorn (Diceros bicornis) en antilopen zoals de zuidelijke bosbok (Tragelaphus scriptus), reebokantilope (Pelea capreolus), bergrietbok (Redunca fulvorufula), elandantilope (Taurotragus oryx), grote koedoe (Tragelaphus strepsiceros), Kaaps hartenbeest (Alcelaphus buselaphus caama), grijsbok (Raphicerus melanotis) en gewone duiker (Sylvicapra grimmia). Verder zijn is er een zestal reptielen endemisch voor de ecoregio, waaronder Acontias tasmani, Cordylus tasmani en de slangensoort Bitis albanica.

## Galerij

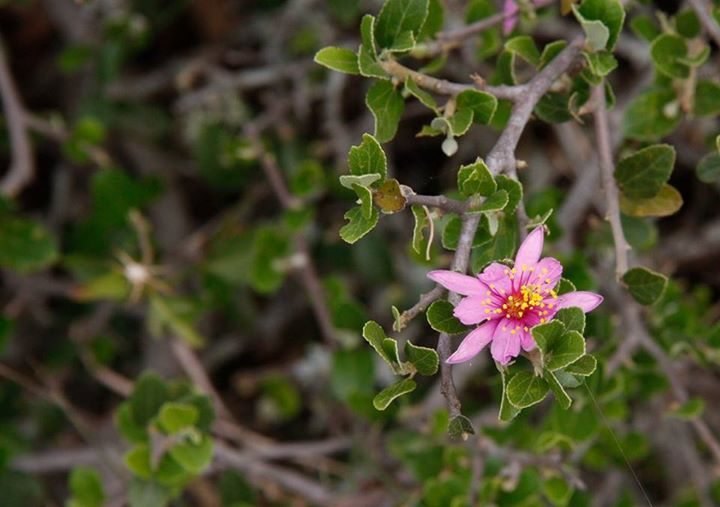
Grewia robusta, het Karookruisbesje
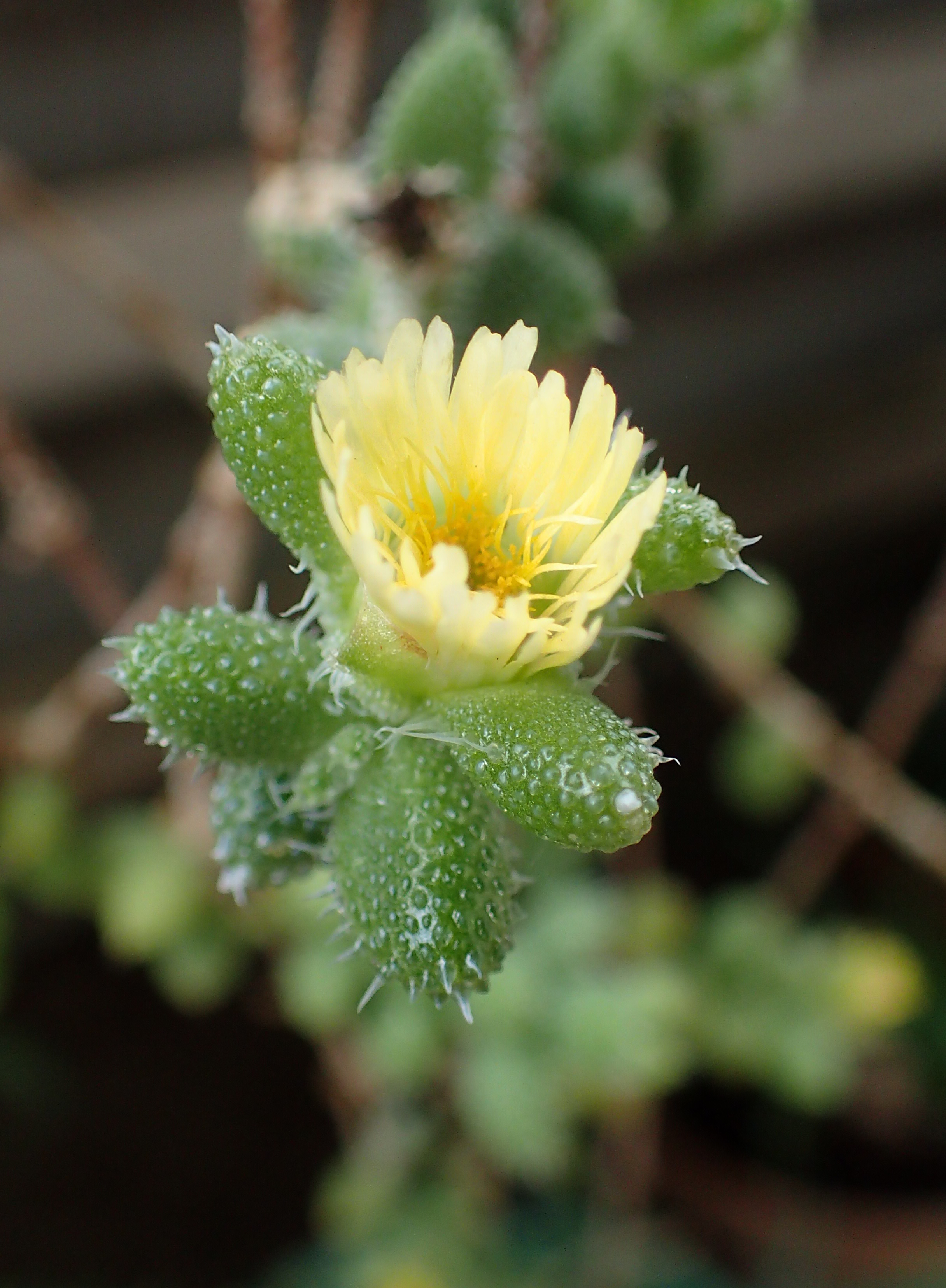
Delosperma echinatum
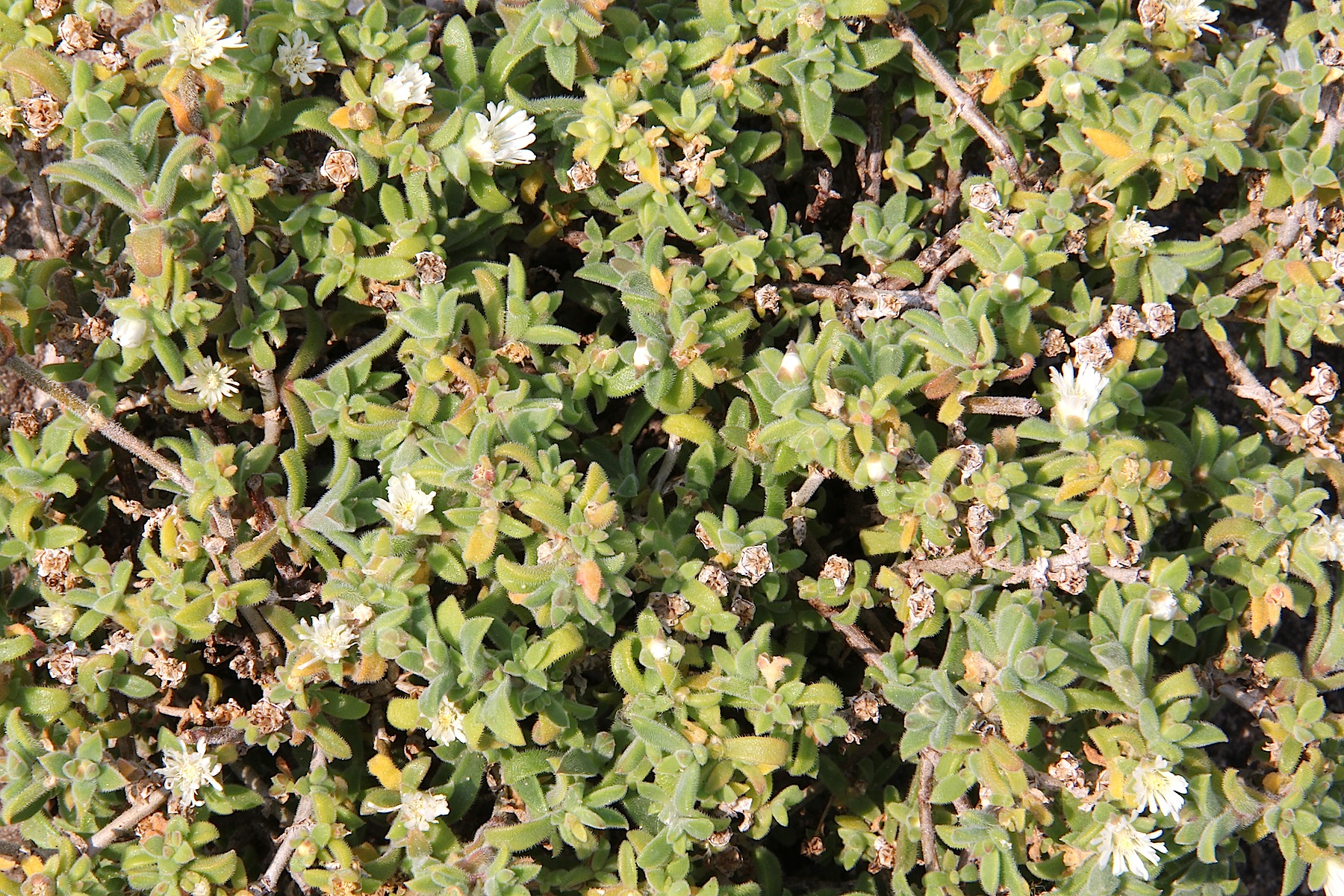
Delosperma ecklonis
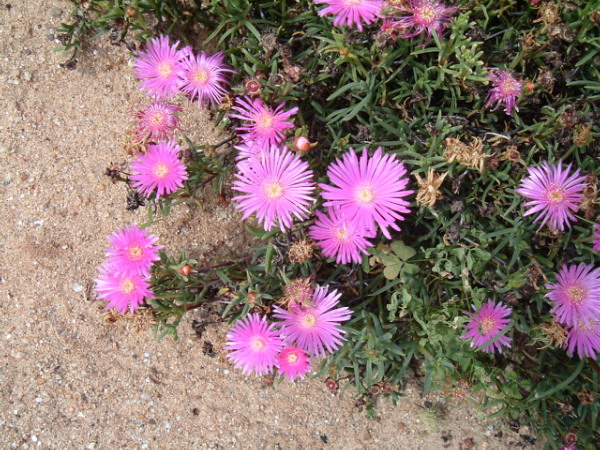
Lampranthus productus
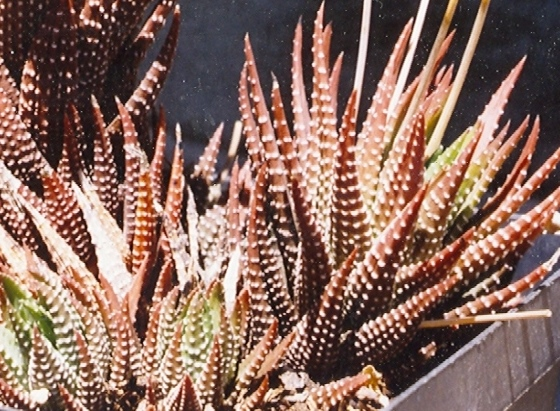
Haworthia fasciata

AT0115 Bergwouden · 
AT0116 Kustbossen · 
AT0119 Maputaland · 
AT0708 Kalahari bosland · 
AT0717 Bosveld · 
AT0725 Mopanebosland · 
AT1003 Hoge Drakensbergen · 
AT1004 Lage Drakensbergen

AT1009 Hogeveld · 
AT1012 Pondoland · 
AN1104 Marioneiland · 
AT1201 Zuurveld · 
AT1202 Laag fynbos · 
AT1203 Hoog fynbos · 
AT1309 Kalahari droge savanne · 
AT1314 Nama-Karoo · 
AT1322 Succulenten-Karoo · 
AT1405 Mangrovebossen